# Viktoria Pinther
Viktoria Pinther (* 16. Oktober 1998 in Wien) ist eine österreichische Fußballspielerin. Sie spielt für die österreichische Nationalmannschaft.

## Stationen als Spielerin
Pinther spielte von 2015 bis 2018 für die Frauenmannschaft des SKN St. Pölten. Zur Saison 2018/19 wechselte sie zu den Frauen des SC Sand. Im Juli 2020 erhielt sie einen bis 2021 laufenden Vertrag bei der Frauenmannschaft von Bayer Leverkusen. Auf die Saison 2022/23 hin wechselte sie zum FC Zürich Frauen. Der bis Sommer 2024 laufende Vertrag wurde nicht verlängert.
Am 6. Juni 2024 wurde ihre Verpflichtung zur Saison 2024/25 auf der Website des französischen Erstligisten FCO Dijon öffentlich.

## Erfolge
mit der Frauenmannschaft des SKN St. Pölten
- 2 × Meister (2016, 2017)
- 2 × Cupsieg (2016, 2017)

mit der Frauenmannschaft des SC Sand
- Endspiel DFB-Pokal 2019/20 (Frauen)

mit der Frauenmannschaft des FC Zürich
- Meister (2023)

mit der Österreichischen Fußballnationalmannschaft der Frauen
- Halbfinalist der Europameisterschaft 2017

## Auszeichnungen
- Österreichische Sportlerin des Jahres 2017 als Spielerin der Nationalmannschaft bei der EM